# Musique traditionnelle
 (juillet 2011).
Si vous disposez d'ouvrages ou d'articles de référence ou si vous connaissez des sites web de qualité traitant du thème abordé ici, merci de compléter l'article en donnant les références utiles à sa vérifiabilité et en les liant à la section « Notes et références ».

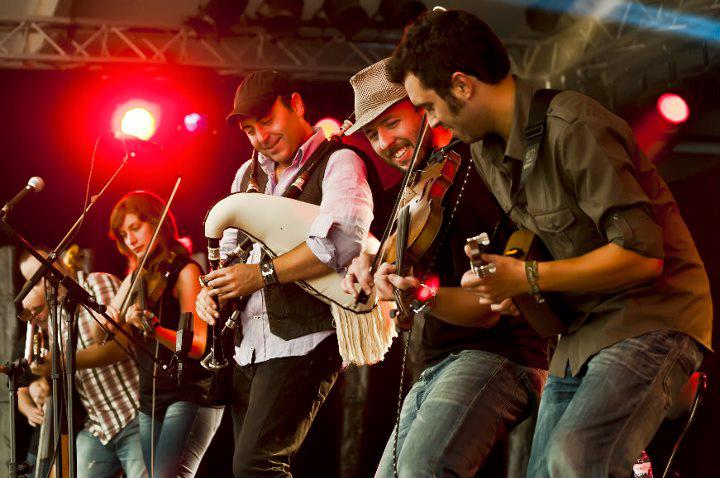
Musiciens galiciens traditionnels

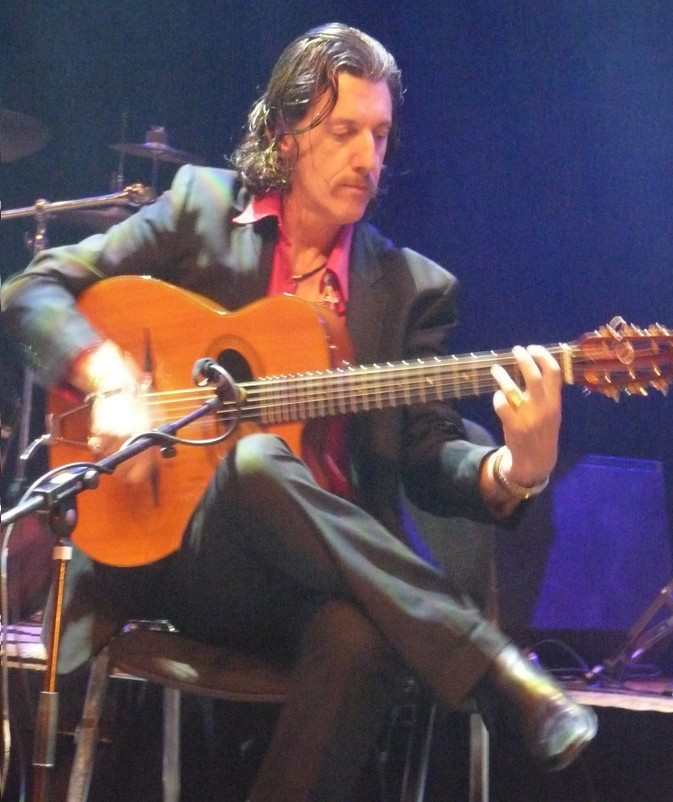
Le musicien français Titi Robin peut être qualifié de musicien traditionnel au sens où il revendique, dans un travail de création, de multiples influences géographiquement ancrées (musiques méditerranéenne et orientale).

L’expression « musiques traditionnelles » désigne des pratiques musicales issues de la tradition orale d’aires géographiques et culturelles définies. 
Bien qu’elles se distinguent nécessairement des musiques dites savantes, les deux mondes musicaux se sont inévitablement interpénétrés depuis toujours. On peut notamment citer ici l’exemple de Béla Bartók, influencé par les musiques traditionnelles hongroises et plus généralement d’Europe de l’Est
En France, on distingue aujourd’hui deux catégories dans ce champ : l’expression  « musiques du monde » désigne les pratiques musicales issues de cultures traditionnelles étrangères, tandis que l’expression « musiques traditionnelles » tend à désigner plus spécifiquement les musiques issues des traditions populaires françaises. Cet article traite principalement des musiques issues de la tradition orale française, c’est-à-dire à la fois les musiques recueillies auprès du monde paysan, et les musiques réinterprétées ou créées par des artistes contemporains que l’on range dans ce genre musical.
Elle se différencie de la musique dite folklorique car elle ne vise pas à montrer le passé d'une musique (avec costumes, etc.), mais à faire vivre les musiques appartenant à un patrimoine de culture populaire dans l'actualité : chaque groupe ou musicien peut s'approprier la musique à sa manière, en cela influencé par son environnement culturel et social, et la faire vivre.[Interprétation personnelle ?]

## Caractéristiques
Comme le rappellent souvent les ethnomusicologues, le terme est trop vaste pour circonscrire un style de musique précis. On peut en revanche dégager quelques généralités quant à leur origine.
Appartenant à la culture populaire des pays ruraux, elles se composent d’oeuvres anonymes (chansons ou mélodies instrumentales) dont l’apprentissage se fait la plupart du temps par transmission orale, et la diffusion par la mémoire, ce qui implique qu'elles se modifient au gré des interprétations.
On retrouve cependant des sources écrites de ces musiques dans les cahiers des Ménétriers, musiciens professionnels organisés en corporations dès le Moyen-âge. Musiques de circonstances (mariages, funérailles, fêtes calendaires…), les musiques instrumentales sont souvent rattachées à des danses spécifiques, qui peuvent varier au fil du temps et selon les régions. La chanson traditionnelle, quant à elle, s’interprète au quotidien par tout un chacun et notamment lors des veillées.
En France, une très importante majorité de ces musiques sont monodiques, interprétées en solo, ou bien à plusieurs à l’unisson. On constate également que comme dans beaucoup d'endroits dans le monde, les musiques traditionnelles françaises sont des musiques à bourdon, qui, contrairement aux musiques du moyen-orient par exemple, vont progressivement perdre leur caractère strictement modal avec l’arrivée fulgurante de l’accordéon dans les années 1900.
L’évolution des musiques traditionnelles Françaises depuis le développement de la radio et la fin de la civilisation paysanne est tellement riche et complexe qu’il est impossible d'en définir les invariants, les artistes qui se reconnaissent dans la catégorie "musiques traditionnelles" additionnant des influences très diverses.

## Labellisation
Dans une vision folklorique, le Conseil International des Organisations de Festivals de Folklore et d'Arts Traditionnels (CIOFF) qui organise chaque année plus de 300 festivals de folklore, un programme est considéré comme de culture traditionnelle si son contenu correspond à la définition de la Convention sur la sauvegarde du patrimoine culturel immatériel
de l'UNESCO, c'est-à-dire qu'il doit :
- être transmis de génération en génération ;
- être recréé en permanence par les communautés et les groupes en fonction de leur milieu et de leur interaction avec la nature et de leur histoire ;
- procurer aux communautés et aux groupes un sentiment d'identité et de prospérité ;
- contribuer ainsi à promouvoir le respect de la diversité culturelle et la créativité humaine.

Le CIOFF considère par ailleurs un programme comme d'« expression authentique » si : 
- le contenu est régional ;
- le costume est authentique ou fidèlement reconstruit ;
- la musique et la danse sont présentées sans aucun arrangement.

Aujourd'hui, un nombre croissant d'éléments des musiques traditionnelles françaises font l'objet d'une inscription sur la liste représentative du patrimoine culturel immatériel de l'humanité, comme :
- Le rondeau occitan / Rondèu
- La pratique de la cornemuse de Gascogne / La boha
- Le chant et contre-chant breton / Kan ha diskan
- La pratique de la cabrette, ou musette
- Les chants et complaintes de Bretagne
- Les concours de sonneurs en Bretagne
- La gavotte de Basse-Bretagne
- Les bals traditionnels en Aquitaine
- Les chants polyphoniques de Tende
- Le Rigodon, musique et danse
- Le Fest-noz

## Histoire de la notion en France

### Intérêt pour le Folklore
Comme partout en Europe, les musiques issues de la tradition orale Française se trouvent au cœur de très nombreuses études et recherches. Au cours du XIXe siècle, des érudits publient des recueils comprenant des chansons populaires ou des airs de danses traditionnels transcrits sur partition, comme Félix Arnaudinen Gascogne, Théodore Hersart de La Villemarqué en Bretagne ou Damase Arbaud en Provence. Dans ces ethnographies, elles sont parfois associées aux danses, aux poèmes et dictons en langues régionales, aux contes et à la littérature orale en général, tous éléments constitutifs d’un ensemble culturel cohérent que les scientifiques de l’époque, comme Arnold Van Gennep, désignent par le mot « Folklore ». Certains folkloristes se spécialisent toutefois dans le recensement des chansons : on peut citer Patrice Coirault, Eugène Rolland, Achille Millien ou Julien Tiersot. Les compositeurs de la « Schola Cantorum » Parisienne comme Vincent d’Indy et Joseph Canteloube prennent part à cette même démarche, allant jusqu’à intégrer ces chansons dans des pièces pour orchestre symphonique.
L’intérêt de l’Etat pour les musiques traditionnelles se manifeste principalement en 1852, quand le Ministre de l'Instruction Publique Hyppolite Fortoul lance un très ambitieux projet de  « recueil des poésies populaires de la France » . Puis c’est à partir des années 1945 et jusque dans les années 1980, que le Musée de l’Homme, le CNRS et le Musée National des Arts et Traditions Populaires travaillent au recensement et à l’étude des musiques traditionnelles françaises en grande partie via les travaux de l’ethnomusicologue Claudie Marcel-Dubois  et de ses collaborateurs (documents accessibles en ligne sur le site   "Les Réveillées, À la découverte des pratiques musicales dans la France rurale du siècle dernier" )
Parallèlement, à partir des années 1930, les Cercles Celtiques bretons connaissent un essor spectaculaire et se fédèrent, tandis que les « groupes folkloriques »  se popularisent et se multiplient partout en France. Ces groupes amateurs mettent en scène des musiques et des danses issues de la tradition orale, comme autant de saynètes démonstratives pour évoquer la vie paysanne. À travers ces évocations chorégraphiées et théâtralisées, les groupes folkloriques perpétuent un répertoire, maintiennent des pratiques instrumentales et transmettent le goût des arts et traditions populaires d’un « pays », au sens d’une aire culturelle et géographique parfois très microcosmique. Ce dense tissu de groupes folkloriques, soutenu par le Ministère de l’Éducation Nationale  via la création en 1938 de la Commission des Arts et Traditions Populaire, est historiquement lié à des revendications identitaires et régionalistes. Toutefois, l’intérêt pour le folklore se déploie aussi dans des milieux socialistes et communistes, au sein des Amicales Laïques, des Foyers Ruraux, et milieux des pédagogies alternatives. D’importantes associations folkloriques s’orientent alors davantage sur la collecte de la mémoire vivante et l’éducation populaire, ce type de démarches connaissant un pic dans les années 1970, avec l’avènement de l’UPCP-Métive (Union Poitevine pour la Culture Populaire), Dastum et La Bouèze en Bretagne, le Conservatoire Occitan des Arts et Traditions Populaires à Toulouse, Lai Pouélée et l’UGMM en Bourgogne, A.R.E.X.P.O en Vendée, La Talvera dans le Tarn, etc.

### Folk Revival
Au début des années 1970, en échos au climat contestataire incarné par la jeunesse étudiante française et sous l'impulsion de Lionel Rocheman et du Centre Américain de Paris,  des « folk clubs » et des "hootenannies" s’organisent, en résonance avec la dynamique du rock "underground" et les principes de "living theatre" de la Beat Generation, mais sur le modèle du mouvement folk américain porté par des figures d’envergure internationale comme Woody Guthrie et Peete Seeger, ou le folkloriste progressiste Alan Lomax de l’American Folklife Center. Une véritable « scène folk française » éclot alors, avec des groupes mythiques comme Malicorne, La Bamboche, Mélusine, Le Grand Rouge ou Perlimpinpin Folc, qui réemploient les musiques traditionnelles françaises dans des démarches créatives et inédites, avec la création du label discographique Hexagone fondé par Hugues de Courson. Il s’agit pour ces jeunes musiciens de créer la musique d’une nouvelle génération, consciente que l’héritage culturel des pays ruraux de France est invisibilisé par la culture académique des élites comme par l’hégémonie d’une culture industrielle anglo-saxonne mondialisée. Le succès d’Alan Stivell, de Dan Ar Braz et du groupe Tri Yann contribue alors à un vif regain d’intérêt pour les musiques traditionnelles bretonnes, et conduit à l’essor du Festival Interceltique de Lorient, où les bagadòu côtoient des artistes internationaux comme Joan Baez.
S’inspirant des valeurs exprimées par les folksingers et notamment la lettre ouverte de Peete Seeger "à l'attention des jeunes gens qui, au-dehors des États-Unis, sont fortement attirés par la musique folk et pop de ce pays", parue en 1972 dans Rock & Folk, qui enjoint à ne pas rester des « musiciens sans mémoire » et à ne pas se « laisser coca-coloniser », les musiciens de la vague folk se lancent dans de fourmillantes démarches de « collectage » des musiciens et chanteurs de tradition orale dans les campagnes françaises. Contrairement aux recherches des folkloristes, les collectages entrepris à cette période se distinguent par l’incorporation immédiate des découvertes dans les propres pratiques musicales de création, modernes et personnelles, de chaque musicien collecteur, et l’absence de revendications régionalistes, les collecteurs du folk s’attachant à faire circuler la musique traditionnelle française dans sa globalité, en compilant les spécificités locales plutôt qu’en les cloisonnant.
Bien que ces ethnographies soient spontanées et autodidactes, un certain nombre d’acteurs de ce mouvement se formeront à l’université et enrichiront la littérature scientifique sur le sujet, comme Luc-Charles Dominique, Lothaire Mabru ou Eric Montbel.
Le mouvement se cristallise notablement autour de la renaissance d’instruments de musique sauvés de l’oubli, et de l’invention du « bal folk », contexte d’expression emblématique des musiques et danses folk, inspiré des bals, veillées et temps de fête du monde paysan traditionnel.
En 1976, sous l’impulsion de la vielliste Michèle Fromenteau, les premières Rencontres Internationales des Luthiers et Maîtres Sonneurs sont organisées à Saint-Chartier (Indre), qui deviendront rapidement l’un des plus gros festivals consacrés à ces musiques en France.

### Reconnaissance institutionnelle des musiques traditionnelles
En 1982, Maurice Fleuret, Directeur de la Musique et de la Danse au Ministère de la Culture se déclare en faveur de la reconnaissance de toutes les pratiques musicales comme égales en dignité. La création d’une « commission consultative des musiques traditionnelles » au sein du Ministère est confiée à l’ethnomusicologue Bernard Lortat-Jacob, ouvrant un dialogue avec les acteurs associatifs.
En 1985, la Fédération des Musiciens Routiniers issue du mouvement folk français s’associe avec les principales associations historiques consacrées aux musiques traditionnelles du territoire français et créent la FAMDT. Deux mesures seront prises par le Ministère à la suite des premiers échanges avec la FAMDT : l’inscription des musiques traditionnelles sur la liste des disciplines en mesure d’obtenir un Diplôme d’Etat et un Certificat d’Aptitude aux fonctions de professeur de musique, et la création des Centres Régionaux de Musique Traditionnelle sous tutelle des DRAC.
En 1987, le premier département de musique traditionnelle est créé au CRR de Limoges sous la direction de Françoise Etay.
En 1988, Roland Delassus et Philippe Krumm créent  « Trad’Magazine », revue bimensuelle consacrée à l’actualité des musiques traditionnelles en France. La même année, le label « Ocora » de Radio France créé la collection « En France - In France » consacrée à la création actuelle en musique traditionnelle française. D’autres labels indépendants entièrement consacrés à ces musiques seront créés, comme « Silex » en 1990, « Modal » en 1998, ou encore "Pagans", fondé par les musiciens de Artùs en 2010.
Depuis les années 2010,  une nouvelle génération de musiciens parviennent à toucher de plus larges public en associant les musiques traditionnelles au rock, aux musiques expérimentales ou aux musiques électroniques. Un engouement autour du chant occitan bénéficie également d’une nouvelle visibilité médiatique.
En 2022, la FAMDT créé le web-média « MODAL », entièrement consacré aux musiques traditionnelles, pour lequel Vincent Moon et « La Blogothèque » réalisent la série « Territoires », comprenant une trentaine de clips de musique traditionnelle française.

### Influence des musiques traditionnelles et musiques actuelles

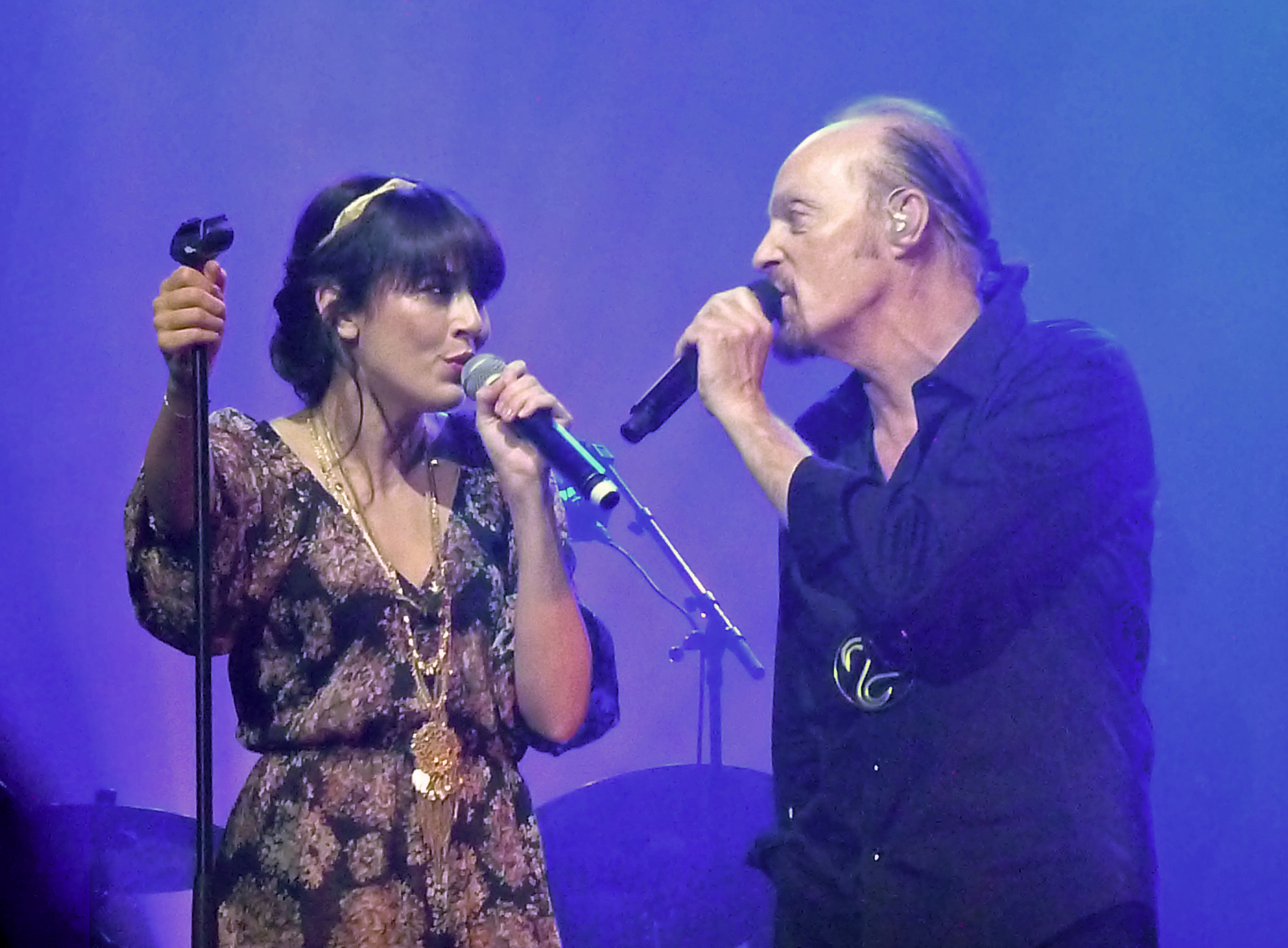
Nolwenn Leroy et Alan Stivell (ici en 2012) : deux figures bretonnes médiatiques, symbolisant l'ancrage contemporain des musiques traditionnelles.

Les musiques actuelles sont souvent opposées à la musique traditionnelle, sur le champ de l'historicité et d'une connotation socio-culturelle empreinte de modernisme alors que le Ministère de la Culture classe les musiques traditionnelles au sein des musiques actuelles. Cette confusion est largement due à l'assimilation entre folklore et tradition, dans l'esprit du grand public mais aussi dans le réinvestissement du mouvement trad, et au fait que la musique folklorique est elle plutôt sujette à une fixation picturale.
Les musiques traditionnelles ont largement subi et bénéficié des innovations successives. Ainsi, le mouvement folk revivaliste des années 1970 a souvent apporté l'électrification (comme Alan Stivell ou Malicorne). La scène bretonne a joué un rôle important dans la popularité du répertoire traditionnel (Tri Yann, Matmatah, Gwerz …). Plusieurs festivals, comme le festival de Ris-orangis, le festival de Cornouaille à Quimper ou les Rencontres musicales de Nedde, ou structures associatives et groupes participent de nos jours à la réactivation et au renouvellement de la musique traditionnelle en France.
Il se trouve que dans l'autre sens, la musique traditionnelle est parfois source d'inspiration dans les musiques populaires dites actuelles (la présence de la vielle à roue chez Olivia Ruiz, le répertoire breton revisité par Nolwenn Leroy ou auparavant la chanson La jolie sardane de Charles Trenet en sont des exemples). Preuve que musiques dites actuelles et musiques traditionnelles sont toutes deux d'assise populaire, que la distinction est avant tout commerciale et parfois porteuse de préjugés, et que les musiques traditionnelles, par définition mouvantes et perpétuellement réinventées, pour peu qu'on n'érige pas les métissages et la re-création en dogmes, sont tout autant actuelles.

## Exemples de musiques traditionnelles

### En France

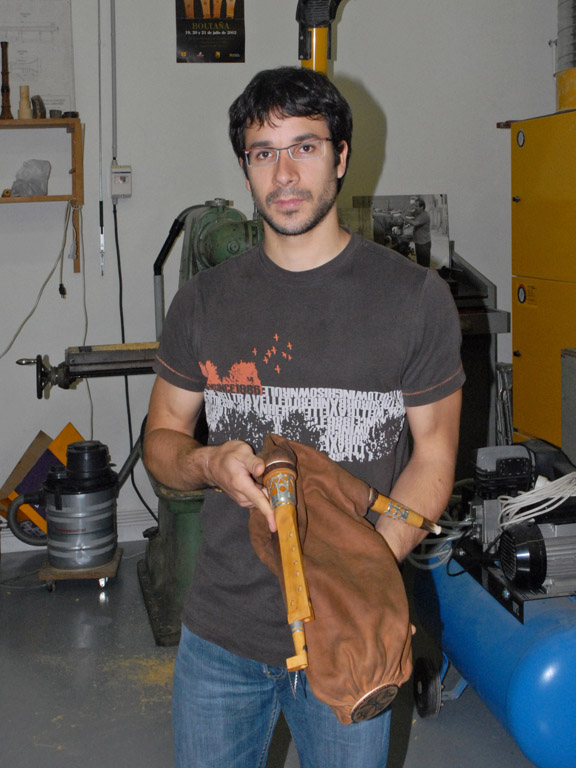
Une boha - cornemuse landaise - fabriquée en 2008.

Les musiques traditionnelles actuelles, outre leur caractère régional, sont la continuité du mouvement folk qui a eu lieu sur tout le territoire français au cours des années 1960-80. Une vaste entreprise de collectage a débuté durant cette période et a grandement contribué au corpus des musiques (et de danses) dites traditionnelles en France. La professionnalisation et leur intégration aux conservatoires des enseignants en musique traditionnelle à partir de la fin des années 1980 a contribué à l'essor de ces musiques.
On distingue plusieurs grands ensembles de musiques traditionnelles, proches par leurs bases culturelles.
Certains bassins culturels du territoire, de langue non romane, ont des caractères très spécifiques comme :
- La musique bretonne
- la musique basque
- la musique alsacienne
- la musique flamande

Pour le reste du territoire, ces musiques ont largement été influencées par des migrations populaires aux XIXe et XXe siècles, on trouve des répertoires et des styles communs aux diverses aires culturelles et linguistiques, avec quelques spécificités:
- Les musiques de l'Ouest de la France, avec comme danse emblématique l'Avant-Deux : Normandie, Poitou, Haute-Bretagne (pays Gallo), Vendée
- Les musiques du Centre-France, avec comme danse emblématique la bourrée :  Berry, Bourbonnais,  musique du Nivernais-Morvan
- Les musiques de Gascogne (occitanes), avec comme danse emblématique le rondeau : musique landaise, béarnaise et pyrénéenne, agenaise
- Les musiques du Massif Central (occitanes), avec comme danse emblématique la bourrée à trois temps : musique auvergnate, musique limousine, cévenole
- Les musiques et danses des zones arpitanes, avec comme danse emblématique le rigaudon : musique savoyarde, musique du Dauphiné et des Hautes-Alpes

En terme d'instrumentarium, outre le violon, les fifres et flûtes populaires, la vielle à roue et l'accordéon (d'abord diatonique, puis chromatique) qui ont fait l'objet de phénomènes de mode à l'échelle européenne, chacun en leur temps, on peut souligner l'existence d'une grande variété de cornemuses caractéristiques des musiques traditionnelles de chaque région.
- Le Biniou Kozh en Bretagne
- Les Veuzes en Vendée, pays Nantais et Poitou
- Les Chabrettes en Limousin et Périgord
- Le Pipasso en Picardie
- La Bodega en Languedoc et Pyrénées Orientales
- La Cabrette, inventée par les Auvergnats de Paris
- La Boha dans les Landes
- Les cornemuses ou "musettes" dans le Centre de la France, avec des variantes comme la cornemuse Béchonnet en Basse-Auvergne et la musette Bressanne en Bresse

On peut entendre aujourd'hui des musiques en France dans les festivals, notamment au Festival interceltique de Lorient, aux Rencontres internationales de luthiers et maîtres sonneurs de Saint-Chartier, Le Son continu à Ars, la Fête de la vielle à Anost, aux Nuits Basaltiques du Puy-en-Velay, au Festival international de folklore de Romans-sur-Isère et dans les bals folk, bals trad ou fest-noz, le plus souvent dans des salles des fêtes, aussi en extérieur.

### En Europe

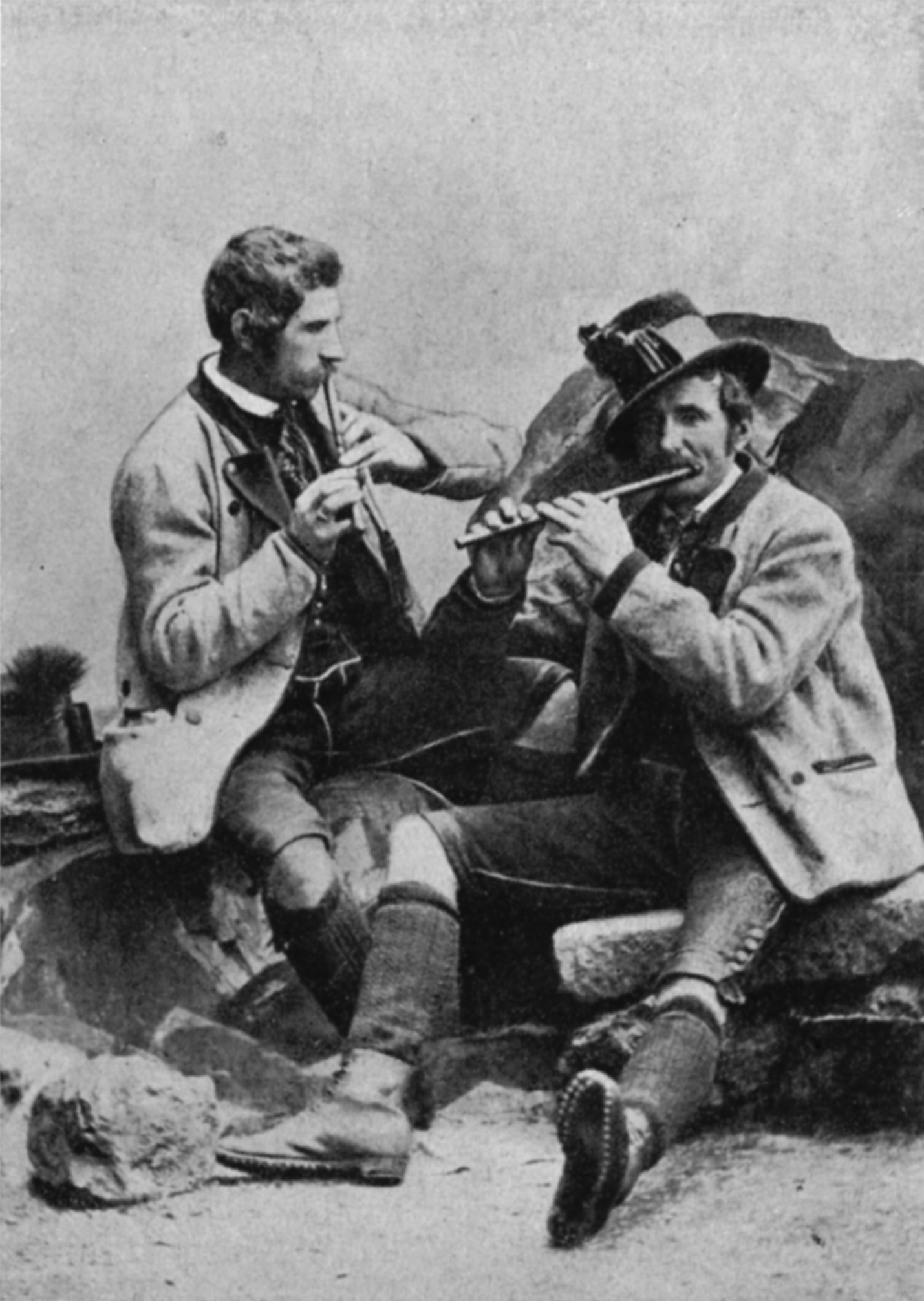
Les frères Steinegger, Grundlsee, Styrie, 1880

- Les musiques celtiques du nord de l'Europe (Irlande, Écosse, Pays de Galles, Île de Man)
- La musique folk britannique
- Les musiques scandinaves (Norvège, Danemark, Suède, Îles Féroé)
- Les musiques de la péninsule ibérique (Espagne, Catalogne, Asturies, Galice, Portugal, la musique flamenco)
- Les musiques d'Europe centrale ( Autriche, Allemagne, Pologne, Tchéquie, Slovaquie, Hongrie…)
- Les musiques des pays baltes (Estonie, Lettonie, Lituanie)
- Les musiques des Balkans (Bulgarie, Roumanie, Macédoine, Grèce…)
- La musique klezmer
- Les musiques de l'Italie (Tarantelle et autres...)
- Les musiques tsiganes

Ces musiques traditionnelles ont donné un essor décisif d'une part au genre du poème symphonique, et d'autre part à l'ethnomusicologie.[réf. nécessaire] Ainsi, Constantin Brăiloiu, l'ami du hongrois Béla Bartók et du roumain Georges Enesco - eux-mêmes compositeurs d'une musique savante fortement inspirée par le folklore de leurs pays, au même titre que d'autres musiciens de la seconde moitié du XIXe siècle (Liszt, Dvořák, Grieg, Sibelius…) et de la première moitié du XXe siècle (Janáček, Szymanowski, Harsányi, De Falla, Ropartz…) - a parcouru, durant l'entre-deux guerres, les villages les plus reculés de l'Europe centrale et orientale pour recueillir, magnétophone en main, des dizaines de milliers de chansons, danses, thèmes mélodiques, rythmes, etc. Tandis que la musique savante se voyait ressourcée au contact direct de la musique folklorique, ces recherches, menées aussi par d'autres ailleurs en Europe, ont abouti à une connaissance renouvelée du phénomène musical.[réf. souhaitée]

### Au Québec

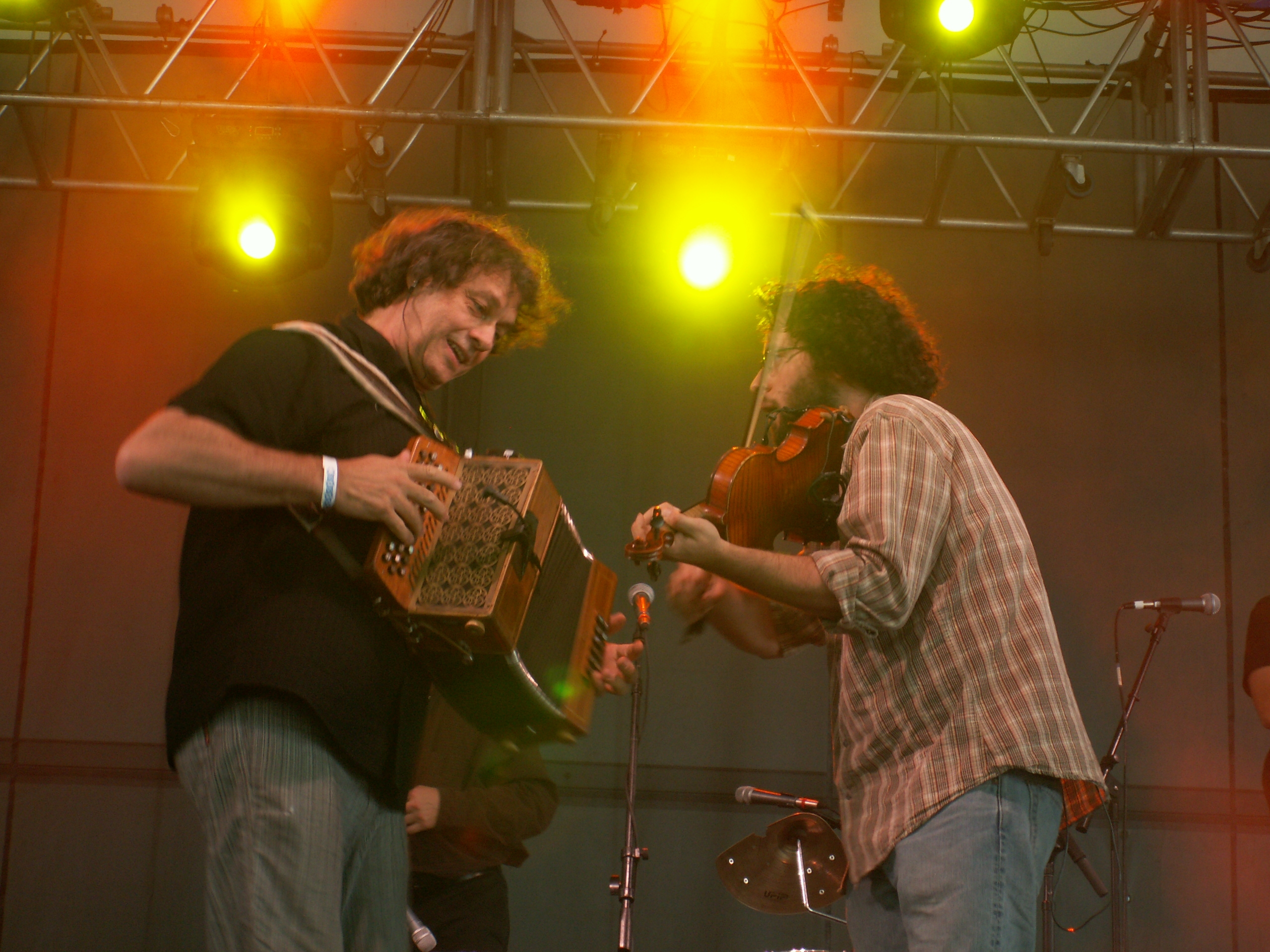
La Bottine souriante, 2005

On rencontre des influences irlandaises et françaises dans la musique traditionnelle québécoise. La jigue irlandaise mélangée à la chanson à répondre française en est globalement le résultat. Cette culture propre au Québec s'est diffusée grâce à la tradition orale. Autrefois, les veillées amenaient les musiciens des différentes paroisses à se rencontrer et à échanger leurs versions de chanson à répondre.
Aujourd'hui, la musique traditionnelle québécoise mélange cette tradition orale, des textes retrouvés dans les archives ou encore des mélodies qui se transmettent dans les familles. Plusieurs groupes professionnels tels que Le Vent du Nord, De Temps Antan, Les Charbonniers de l'enfer, Galant, tu perds ton temps, Les Tireux d'Roches, La Volée d'Castors, Bon Débarras, Genticorum et la populaire La Bottine souriante proposent différentes façons de faire de la musique traditionnelle contemporaine. Que ce soit par les différentes sonorités ou des sujets actuels adaptés à la façon traditionnelle, il en existe aujourd'hui pour tous les goûts.
Les instruments utilisés sont le violon, l'accordéon diatonique, la podorythmie (tenir un rythme avec ses pieds), les cuillères, la guimbarde, la flûte traversière, la mandoline, la guitare, la vielle à roue et l'harmonica (aussi appelé au Québec ruine-babines ou "musique à bouche").
Des organisations et des festivals mettent de l'avant ce type de musique et le folklore québécois comme EspaceTrad, à Montréal, le festival La Virée Trad, à Carleton-sur-Mer, le Festival de musique Ripon Trad, en Outaouais, ou le Festival de musique trad Val-d'Or.

### Au Cameroun
Plusieurs musiques traditionnelles sont pratiquées :
- assiko ;
- hongo.